# Sant Martí Vell
Sant Martí Vell è un comune spagnolo di 204 abitanti situato nella comunità autonoma della Catalogna.